# Shaqe Çoba
Shaqe Çoba, nacida Shiroka, (1875–1954) fue una feminista y sufragista albanesa. Fundó una organización para mujeres de clase alta llamada La mujer albanesa (en albanés: Gruaja Shqiptare), que publicó brevemente una revista del mismo nombre que cubría temas de mujeres. 

## Biografía
Shaqe Çoba nació en Shkodër, que entonces era parte del Sanjak de Scutari del Imperio Otomano, en 1875. Asistió a la escuela secundaria en una escuela católica en Zagreb, Croacia, entonces parte del Imperio Austrohúngaro. De camino a la escuela en Venecia, Italia, en 1904, conoció a su futuro esposo Ndoc Çoba, con quien tuvo un hijo.  
El 3 de agosto de 1920, Shaqe Çoba fundó y dirigió el grupo La mujer albanesa para mujeres de clase alta de Shkodër para ayudar a apoyar al Ejército Nacional de Albania en la defensa contra las incursiones yugoslavas en el norte de Albania. La organización también estaba preocupada por la emancipación de las mujeres y publicó una revista del mismo nombre que publicitaba el nombre de los donantes y las cantidades donadas para alentar las donaciones para su distribución a los soldados y sus familias. La revista publicó muchos artículos sobre los "derechos y deberes" de las mujeres albanesas antes de cerrar después de publicar su número de julio de 1921. Shaque murió en 1954.
En el noveno aniversario de la independencia albanesa en noviembre de 2002, el presidente de la República de Albania, Alfred Moisiu, otorgó póstumamente a Çoba la orden Naim Frashëri (en albanés, Urdhri "Naim Frashëri") por su participación en el movimiento de independencia de 1920 como luchadora "contra la división de Albania y por la emancipación de la mujer albanesa".